# ATRAC
적응 제어 변형 음향 부호화(ATRAC, Adaptive TRansform Acoustic Coding)는 소니가 개발한 사유 오디오 코덱이다. 미니디스크는 1992년에 발표되고 ATRAC을 포함한 첫 번째 상용 제품이다. ATRAC는 미니디스크와 같은 상대적으로 작은 디스크에 똑같은 CD와 같은 동작 시간을 가질 수 있도록 하였다. 보다 발전된 형태인 ATRAC3, ATRAC3+, ATRAC 고급 무손실이 각각 1999, 2002, 2006년에 차례로 발표되었다.

## 같이 보기
- 손실 압축
- OpenMG
- 워크맨